# بسی (اکلاهما)
بسی(به انگلیسی: Bessie) شهری در ایالت اکلاهما کشور ایالات متحده آمریکا است که جمعیت آن در سرشماری سال ۲۰۱۰ میلادی، ۱۸۱ نفر بوده‌است.